# Aldrovanda
Aldrovanda es un género de plantas carnívoras 
y acuáticas perteneciente a la familia de las droseráceas. Incluye/incluía varias especies: Aldrovanda vesiculosa L. (1753) y diferentes especies extintas que únicamente existen en registros fósiles. Es nativo del Viejo Mundo y Australia.

## Descripción
Aldrovanda vesiculosa es una planta de fuego, que no pude vivir a bajo la superficie de aguas ácidas en charcas, estanques u otras extensiones de agua.

## Taxonomía
El género fue descrito por Carlos Linneo  y publicado en Species Plantarum 1: 281. 1753.
Etimología
Este género recibe su nombre en honor del naturalista italiano Ulisse Aldrovandi, fundador del Jardín Botánico de Bolonia.

## Especies
- Aldrovanda vesiculosa
- Aldrovanda borysthenica †
- Aldrovanda clavata †
- Aldrovanda dokturovskyi †
- Aldrovanda eleanorae †
- Aldrovanda europaea †
- Aldrovanda inopinata †
- Aldrovanda intermedia †
- Aldrovanda kuprianovae †
- Aldrovanda megalopolitana †
- Aldrovanda nana †
- Aldrovanda ovata †
- Aldrovanda praevesiculosa †
- Aldrovanda rugosa †
- Aldrovanda sibirica †
- Aldrovanda sobolevii †
- Aldrovanda unica †
- Aldrovanda zussii †